# Барберье
Барберье́ (фр. Barberier) — коммуна во Франции, находится в регионе Овернь. Департамент коммуны — Алье. Входит в состав кантона Шантель. Округ коммуны — Мулен.
Код INSEE коммуны — 03016.

## Население
Население коммуны на 2008 год составляло 126 человек.
| 1962 | 1968 | 1975 | 1982 | 1990 | 1999 | 2008 |
| ---- | ---- | ---- | ---- | ---- | ---- | ---- |
| 133  | 170  | 125  | 106  | 108  | 107  | 126  |

## Экономика
В 2007 году среди 72 человек в трудоспособном возрасте (15—64 лет) 52 были экономически активными, 20 — неактивными (показатель активности — 72,2 %, в 1999 году было 73,9 %). Из 52 активных работали 51 человек (25 мужчин и 26 женщин), безработным был 1 мужчина. Среди 20 неактивных 5 человек были учениками или студентами, 10 — пенсионерами, 5 были неактивными по другим причинам.

## Достопримечательности
- Церковь Сент-Андре. Исторический памятник с 1950 года.
- Замок Бомпре. Исторический памятник с 1994 года.